# Radovnica
Radovnica (en serbe cyrillique : Радовница) est un village de Serbie situé dans la municipalité de Trgovište, district de Pčinja. Au recensement de 2011, il comptait 872 habitants.

## Démographie
| 1948  | 1953  | 1961  | 1971  | 1981  | 1991  | 2002 | 2011 |
| ----- | ----- | ----- | ----- | ----- | ----- | ---- | ---- |
| 1 352 | 1 397 | 1 343 | 1 284 | 1 062 | 1 041 | 998  | 872  |

|  |